# Japans basketbalteam (mannen)
Het Japans nationaal basketbalteam is een team van basketballers dat Japan vertegenwoordigt in internationale wedstrijden.

## Team
| Nr. | Naam               | Lengte | Positie |
| 4   | Makoto Nagayama    | 1,84m  | ?       |
| 5   | Daiji Yamada       | 2,00m  | ?       |
| 6   | Ryota Sakurai      | 1,94m  | ?       |
| 7   | Takumi Ishikazi    | 1,88m  | ?       |
| 8   | Fumihiko Aono      | 2,10m  | ?       |
| 9   | Takuya Kawamura    | 1,93m  | ?       |
| 10  | Kosuke Takeuchi    | 2,05m  | ?       |
| 11  | Tomoo Amino        | 1,96m  | ?       |
| 12  | Ken Takeda         | 1,88m  | ?       |
| 14  | Hiroyuki Kinoshita | 1,78m  | ?       |
| 15  | Kenta Hirose       | 1,93m  | ?       |

## Competities

### Wereldkampioenschappen
- Wereldkampioenschap basketbal 1963 : 13de
- Wereldkampioenschap basketbal 1967 : 11de
- Wereldkampioenschap basketbal 1998 : 14de
- Wereldkampioenschap basketbal 2006 : 20ste

### Olympische Zomerspelen
| Jaar | Positie | Toernooi                                    | Gastland  |
| ---- | ------- | ------------------------------------------- | --------- |
| 1936 | 13      | Basketbal op de Olympische Zomerspelen 1936 | Duitsland |
| 1956 | 10      | Basketbal op de Olympische Zomerspelen 1956 | Australië |
| 1960 | 15      | Basketbal op de Olympische Zomerspelen 1960 | Italië    |
| 1964 | 10      | Basketbal op de Olympische Zomerspelen 1964 | Japan     |
| 1972 | 14      | Basketbal op de Olympische Zomerspelen 1972 | Duitsland |
| 1976 | 11      | Basketbal op de Olympische Zomerspelen 1976 | Canada    |